# 8141 Nikolaev
A 8141 Nikolaev (ideiglenes jelöléssel 1982 SO4) a Naprendszer kisbolygóövében található aszteroida. Nyikolaj Sztyepanovics Csernih fedezte fel 1982. szeptember 20-án.